# Nebria spatulata
Nebria spatulata är en skalbaggsart som beskrevs av Vandyke. Nebria spatulata ingår i släktet Nebria och familjen jordlöpare. Inga underarter finns listade i Catalogue of Life.